# Burgstall Pfarrhof
Der Burgstall Pfarrhof bezeichnet eine abgegangene Niederungsburg in Bruck, einem Gemeindeteil der niederbayerischen Gemeinde Schönau im Landkreis Rottal-Inn. Die Anlage wird als Bodendenkmal unter der Aktennummer D-2-7543-0068 mit der Beschreibung „untertägige mittelalterliche und frühneuzeitliche Befunde im Bereich des Burgstalls und späteren Pfarrhofes in Bruck mit Kath. Kirche St. Johannes Baptist, ehem. Pfarrkirche von Schönau, jetzt Pfarrhofkapelle“ geführt.

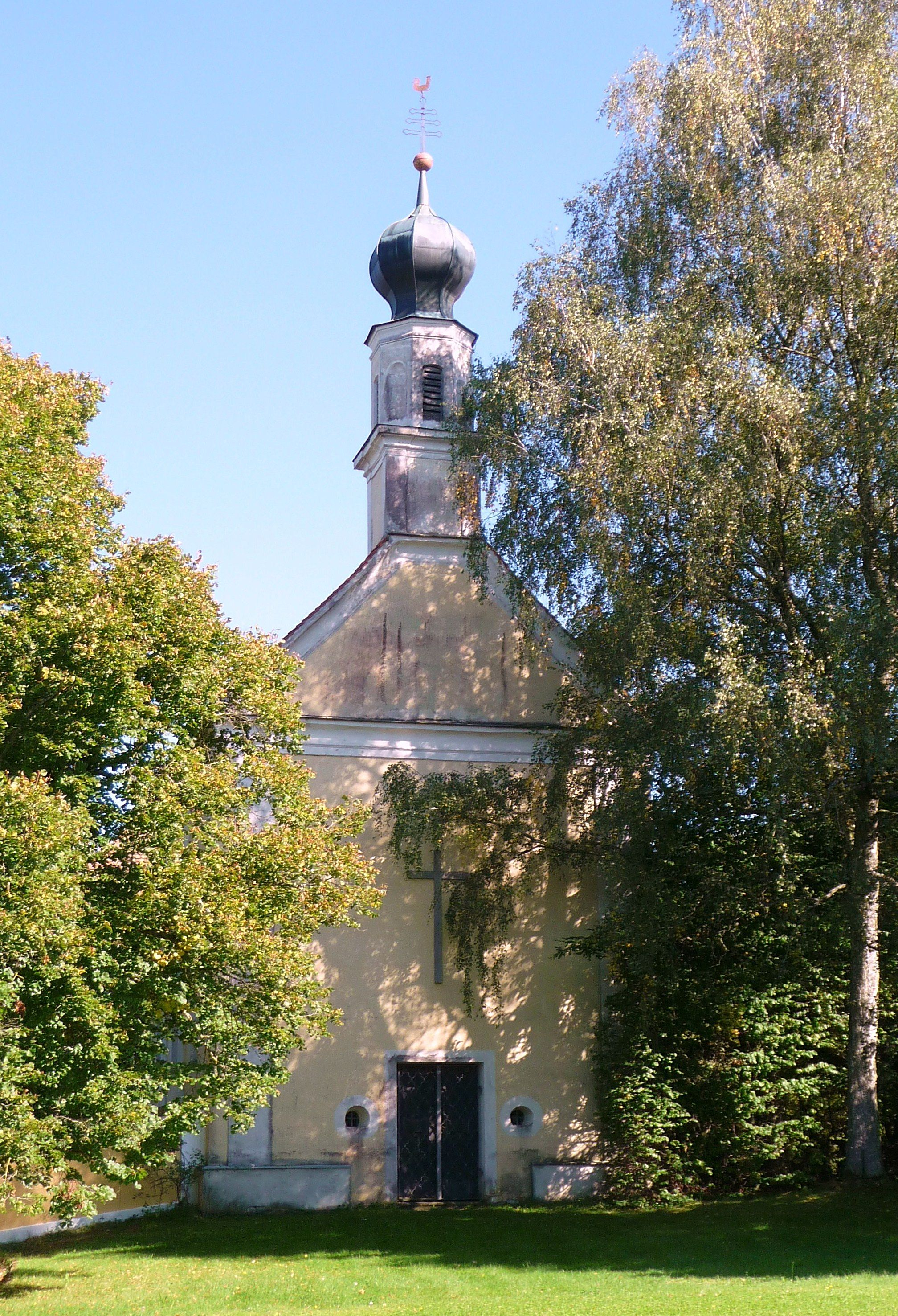
Kirche St. Johannes Baptist in Bruck

## Beschreibung
Der Burgstall Pfarrhof (vermutlich eine Turmhügelburg) liegt nahe der Kirche St. Johannes Baptist, der ehemaligen Pfarrkirche von Schönau. Hier fließen in unmittelbarer Nähe der Sulzbach, ein linker Zufluss der Rott, und das Bachhamer Bächlein zusammen. Auf dem Urkataster von Bayern ist hier eine vollständig von einem Wassergraben umgebene Insel von 30 × 50 m zu erkennen, die nur unwesentlich über die Niederung emporragt. Die wasserumschlossene Insel ist heute bewaldet. Im Westen davon lagen die zugehörige Burgkapelle und der ehemalige Pfarrhof der Pfarrei Schönau. Dieser ist ein zweigeschossiger Walmdachbau mit Putzgliederung von 1776; zugehörig ist auch ein Ökonomiegebäude, ein eingeschossiger Massivbau mit Halbwalmdach.